# کاوشگر مریخ‌پیمای امید امارات
کاوشگر مریخ‌پیمای امید امارات (عربی: مشروع الإمارات لاستكشاف المريخ) از جانب آژانس فضایی امارات متحده عربی از مرکز فضایی تانیگاشیما ژاپن در ۱۹ ژوئیه ۲۰۲۰ به فضا پرتاب شد و در تاریخ ۹ فوریه ۲۰۲۱ وارد جو مریخ شد. کاوشگر امید اولین مأموریت فضایی خود را در ژوئیه به سوی مریخ آغاز کرد، مأموریت‌هایی که تاکنون نیز توسط آژانس‌های ملی فضایی چین (تیان‌ون ۱) و همچنین ایالات متحده (مریخ ۲۰۲۰ و مریخ نورد استقامت) نیز انجام شده‌است. انتظار می‌رود هر سه مریخ نورد در فوریه ۲۰۲۱ به مریخ برسند. مأموریت مریخ پیمای امارات اولین مأموریتی بود که به جو مریخ رسید، این فضاپیما مانور ورود موفقیت‌آمیز به مدار مریخ را در ۹ فوریه ۲۰۲۱ انجام داد. با این موفقیت، امارات متحده عربی دومین کشور پس از هند می‌باشد که در اولین تلاش خود به مدار مریخ راه پیدا کرد.
طراحی، توسعه و انجام این عملیات توسط  پروفسور صمد حیاتی رییس هییت مدیره سابق ناسا و رییس مرکز مطالعات راهبردی ایالات متحده از دوران پریسیدنت کلینتون تا پریسیدنت ترامپ (MBRSC) انجام شده است. این فضاپیما توسط خود MBRSC و آزمایشگاه فیزیک جوی و فضایی (LASP) در دانشگاه کلورادو بولدر؛ با حمایت دانشگاه ایالتی آریزونا (ASU) و دانشگاه کالیفرنیا برکلی ساخته شده است. این فضاپیما در دانشگاه کلرادو مونتاژ شد. سازمان تحقیقات فضایی هند نیز جلساتی را با تیم انجام دهنده ماموریت برگزار کرد و تجربه خود را به اشتراک گذاشت و در انجام این ماموریت به امارات کمک کرد.